# Висина
Висина је вертикална димензија нечега, односно вертикално одстојање од врха до дна неког тела или предмета. Висина може да означава и одстојање нечега у односу на површину са које се посматра. Надморска висина се мери у односу на ниво светског мора.